# Drosophyllaceae
Drosophyllaceae is een familie van tweezaadlobbige planten. Een familie onder deze naam wordt pas de laatste decennia met enige regelmaat erkend door systemen voor plantentaxonomie; ze wordt wel erkend door het APG-systeem (1998) en het APG II-systeem (2003).
Het gaat om een heel kleine familie van vleesetende planten die voorkomen in Marokko en aangrenzend Europa. De traditionele plaatsing van deze planten is in de zonnedauwfamilie (Droseraceae).  De familie bevat één geslacht: Drosophyllum met de soort Drosophyllum lusitanicum.